# Evald Äärma

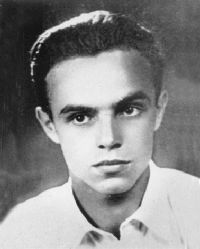
Evald Äärma, ca. 1930

Evald Äärma (* 28. Dezember 1911 in Tartu; † 13. Oktober 2005 in Baltimore, Vereinigte Staaten) war ein estnischer Stabhochspringer.
Bei den Leichtathletik-Europameisterschaften 1934 in Turin wurde er Siebter, und bei den Olympischen Spielen 1936 in Berlin kam er auf den 26. Platz.
Seine persönliche Bestleistung von 4,02 m stellte er 1938 auf.